# فيلي باول
فيلي باول (بالإنجليزية: Willie Paul)‏ هو لاعب بولينغ بريطاني، ولد في 9 يونيو 1944.